# Мази Орне (Тренто)
Мази Орне је насеље у Италији у округу Тренто, региону Трентино-Јужни Тирол.
Према процени из 2011. у насељу је живело 126 становника. Насеље се налази на надморској висини од 255 м.